# Thiên Lý Trường Thành
Thiên Lý Trường Thành trong lịch sử Triều Tiên thường được dùng để đề cập đến kết cấu phòng thủ phương bắc thế kỷ thứ 11 dưới thời Cao Ly, ngoài ra, nó cũng được dùng để gọi mạng lưới các doanh trại quân đồn trú vào thế kỷ 7 của vương quốc Cao Câu Ly và nằm tại Liêu Ninh, Cát Lâm (Đông Bắc Trung Quốc) ngày nay.

## Thời kỳ Cao Câu Ly
Sau khi Cao Câu Ly giành chiến thắng trong cuộc chiến với nhà Tùy, năm 621, vương quốc này bắt đầu cho củng cố nhiều doanh trại quân đồn trú nhằm đối phó với việc vương triều kế tiếp nhà Tùy cai trị Trung Nguyên là nhà Đường bắt đầu tiến hành các cuộc xâm nhập từ tây bắc. Việc xây dựng này do Yeon Gaesomun giám sát dưới thời trị vì của Vinh Lưu Vương. Mạng lưới được hoàn thành vào năm 647, sau khi Yeon Gaesomun nắm quyền kiểm soát Cao Câu Ly bằng một cuộc chính biến.
Mạng lưới các thành trải trên một chiều dài xấp xỉ 1000 lý từ Phù Dư Thành (부여성, 扶餘城, Buyeoseong) (農安) đến Vịnh Bột Hải.
Các đơn vị đồn trú quan trọng nhất trong hệ thống gồm:
- Ti Sa/Bisa (Hangul:비사성, Hanja:卑沙城, Romaja nay thuộc huyện Kim Châu của Đại Liên)
- Kiến An/Geonan (Hangul:건안성, Hanja:建安城, nay thuộc Dinh Khẩu)
- An Thị/Ansi (tiếng Cao Câu Ly:An Thốn Hốt (안촌홀, 安寸忽), Hangul:안시성, Hanja:安市城, nay thuộc Hải Thành)
- Bạch Nham/Baegam (Hangul:백암성, Hanja:白巖城, nay thuộc Đăng Tháp tại Liêu Dương)
- Liêu Đông/Yodong (Hangul:요동성, Hanja:遼東城, nay thuộc Liêu Dương)
- Cái Mưu/Gaemo (Hangul:개모성, Hanja:蓋牟城, nay thuộc Thẩm Dương)
- Huyền Thổ/Hyeondo (Hangul:현도성, Hanja:玄菟城)
- Tân/Shin (Hangul:신성 Hanja:新城, nay thuộc Phụ Tân)
- Phù Dư/Buyeo (Hangul:부여성, Hanja:扶餘城, nay thuộc Nông An tại Trường Xuân)

## Thời kỳ Cao Ly
Thiên Lý Trường Thành cũng đề cập đến một bức tường đã được xây dựng từ năm 1033 đến năm 1044, dưới thời vương triều Cao Ly, thuộc miền bắc bán đảo Triều Tiên. Dôi khi cũng gọi là Cao Ly Trường Thành, cấu trúc này dài gần 1000 lý, và có chiều cao và rộng khoảng 7,31m . Bức tường nối các thành và được xây dựng dưới thời trị vì của Cao Ly Hiển Tông:
- Nghĩa Châu/Uiju (Hangul: 의주 chữ Hán:義州)
- Uy Viễn/Wiwon (Hangul: 위원 chữ Hán:威遠)
- Hưng Hóa/Heunghwa (Hangul: 흥화 chữ Hán:興化)
- Tĩnh Châu/Jeongju (Hangul: 정주 chữ Hán:靜州)
- Ninh Hải/Yeonghae (Hangul: 영해 chữ Hán:寧海)
- Ninh Đức/Yeongdeok (Hangul: 영덕 chữ Hán:寧德)
- Ninh Sóc/yeongsak (Hangul: 영삭 chữ Hán:寧朔)
- Định Nhung/Jeong-yung (Hangul: 정융 chữ Hán:定戎)
- Ninh Viễn/Yeong-won (Hangul: 영원 chữ Hán:寧遠)
- Bình Lỗ/Pyeonglo (Hangul: 평로 chữ Hán:平虜)
- Sóc Châu/Sakju (Hangul: 삭주 chữ Hán:朔州)
- Mãnh Châu/Maengju (Hangul: 맹주 chữ Hán:孟州)
- Vân Châu/Unju (Hangul: 운주 chữ Hán:雲州)
- Thanh Tái/Cheongsae (Hangul: 청새 chữ Hán:淸塞)
- An Thủy/Ansu (Hangul: 안수 chữ Hán:安水)
- Vĩnh Hưng/Yeongheung (Hangul: 영흥 chữ Hán:永興)
- Diệu Đức/Yodeog (Hangul: 요덕 chữ Hán:耀德)
- Tĩnh Biên/Jeongbyeon (Hangul: 정변 chữ Hán:靜邊)
- kết thúc tại Hòa Châu/Hwaju (Hangul: 화주 chữ Hán:和州).

Cao Ly Đức Tông đã lệnh cho xây công trình phòng thủ này nhằm đối phó với các vụ xâm nhập của người Khiết Đan ở tây bắc và người Nữ Chân ở đông bắc. Công trình được hoàn thành dưới thời Cao Ly Tĩnh Tông.
Bức tường kéo dài từ cửa sông Áp Lục đến khu vực thành phố Hamhung (Hàm Hưng) ở Bắc Triều Tiên ngày nay. Các dấu vết của bức tường vẫn còn tồn tại cho đến ngày nay ở một số nơi như Uiju và Chongpyong.